# Анджела Хюит
Анджела Хюит (на английски: Angela Hewitt, р. 26 юли 1958) е канадска пианистка, изпълняваща класическа музика. Считана е за един от най-добрите изпълнители на Бах на пиано.

## Биография
Бащата на Хюит, Годфри, е органист в катедралата в Отава, Канада. Анджела започва да учи пиано на 3-годишна възраст, на 4 г. има изяви пред публика, на 5 г. печели първата си музикална стипендия. Освен пиано, изучава още цигулка, блокфлейта и балет. Първият ѝ рецитал е в Кралската консерватория в Торонто, когато Хюит е 9-годишна. Тя учи в Университета в Отава, като неин преподавател е френския пианист Жан-Пол Севиля. Хюит печели първо място на конкурса „Жан Батиста Виоти“ през 1978 г., а през 1985 г. печели Международния конкурс за пиано в Торонто на името на Бах.
Анджела Хюит има международни изяви като солист с известни оркестри и прави редица записи. През 1994 г., звукозаписната компания Hyperion Records сключва с нея договор за запис на всички клавирни произведения на Бах. Проектът е завършен и включва 14 диска. Хюит записва също и творби от френски композитори, сред които Франсоа Купрен, Емануел Шабрие, Морис Равел и Оливие Месиен. Тези записи са добре приети.
Хюит е основател и художествен ръководител на музикалния фестивал Trasimeno Music Festival, който се провежда годишно от 2005 г. в Маджоне, Италия.
След 1985 г. Хюит живее в Лондон. Тя има още жилища в Канада и Умбрия, Италия. През 2000 г. е наградена с Ордена на Канада, а на 17 юни 2006 г. – и с Ордена на Британската империя.